# Cubanoptila cubana
Cubanoptila cubana är en nattsländeart som beskrevs av Sykora in Botosaneanu och Sykora 1973. Cubanoptila cubana ingår i släktet Cubanoptila och familjen stenhusnattsländor. Inga underarter finns listade i Catalogue of Life.